# Le Cercle de la haine
Pour plus de détails, voir Fiche technique et Distribution.
Le Cercle de la haine est un film réalisé en 2003 par Xavier Mauranne. C'est un projet à l'initiative de trois membres du groupe de rap La Brigade : Doc. K, Fredo et K.Fear. Ils sont principaux auteurs-interprètes et coscénaristes. C'est une fiction aux allures de fresque sociologique inspirée de la réalité. Cet opus retrace le parcours de trois jeunes des « quartiers sensibles » qui usent de la violence comme principal mode d'expression, convaincus qu'elle est pour eux le seul moyen d'arracher le respect dans une société qui les a définitivement exclus. De nombreux acteurs de la culture musicale, urbaine et sportive américaine et française apparaissent dans le documentaire comme Kool Shen, Joey Starr, Booba, Lino, Calbo, Pit Baccardi, Dieudonné, Ol' Kainry, Kamnouze, Don Choa, Soprano, Alonzo, Lady Laistee, The Beatnuts, Royce da 5'9", Jo Dalton, Alain Figlarz, Gérard Depardieu etc.
De l'autre côté du cercle documentaire inclus dans les bonus du DVD réalisé et monté par Maât ça Vidéo (K.Fear, Fredo, Dread et Lomacx).
Ce film est une des œuvres visées par les hommes politiques français mettant en cause des films, chansons ou autres types d'expression artistique considérés comme déclencheurs des émeutes de 2005 dans les banlieues françaises.